# Bryodina
Bryodina is een geslacht van korstmossen dat behoort tot orde Lecanoraceae. De typesoort is Bryodina rhypariza.

## Soorten
Volgens Index Fungorum bevat het geslacht uit twee soorten (peildatum februari 2024):
| Soortnaam            | Auteur(s)                        | Publicatiejaar |
| -------------------- | -------------------------------- | -------------- |
| Bryodina rhypariza   | (Nyl.) Hafellner & Türk          | 2001           |
| Bryodina selenospora | (Poelt & H. Mayrhofer) Hafellner | 2001           |